# Garyops centralis
Garyops centralis är en spindeldjursart som beskrevs av Beier 1953. Garyops centralis ingår i släktet Garyops och familjen Sternophoridae. Inga underarter finns listade i Catalogue of Life.